# Hasan Güngör
Hasan Güngör (né le 5 juillet 1934 et mort le 13 octobre 2011) est un lutteur turc spécialiste de la lutte libre. Il participe aux Jeux olympiques d'été de 1960 et aux Jeux olympiques d'été de 1964 en combattant dans la catégorie des poids moyens (73-79 kg). En 1960, il remporte la médaille d'or et en 1964, il remporte la médaille d'argent.

## Palmarès

### Jeux olympiques
- Jeux olympiques de 1960 à Rome,  Italie
  -  Médaille d'or.
- Jeux olympiques de 1964 à Tokyo,  Japon
  -  Médaille d'argent.